# I Love New York

O logotipo "I ❤ NY" desenhado pelo designer nova-iorquino Milton Glaser

I Love New York (estilizado I ❤ NY) é um slogan, um logotipo e uma canção que compõem uma campanha publicitária criada em 1977 para promover o turismo no estado de Nova York, incluindo a cidade de Nova Iorque.
O logotipo da marca registrada, pertencente ao Departamento de Desenvolvimento Econômico do Estado de Nova Iorqueorque, aparece em lojas de lembranças e folhetos em todo o estado — alguns produtos são licenciados, outros não.
A canção "I Love New York", composta por Steve Karmen, é o hino oficial do estado de Nova Iorque.
O logotipo foi desenhado pelo designer gráfico Milton Glaser em 1976, na parte de trás de um táxi, usando lápis vermelho em um papel de rascunho.